# 글로웍스
글로웍스는 코스닥에 상장되어 있던 자원 개발 업체이다(종목코드: 034600). 주가조작 등의 사기 사건을 일으켜 2011년 6월 29일자로 상장폐지되었다.
온라인 온라인 음악사이트 '벅스뮤직' 창업자인 박성훈이 창업한 회사로, 몽골 금광개발 투자에 대한 허위공시는 물론 자금을 동원한 시세조종으로 주가조작을 하여 많은 투자자들에게 피해를 입혔다. 박성훈은 시세조종행위·부정거래 혐의와 글로웍스 등에 대한 횡령·배임 혐의에 유죄가 인정되어 징역 7년의 중형을 선고받았다.

## 같이 보기
- 주식 투자
- 테마주
- 잡주
- 주가 조작

## 참고 문헌
1. ↑  “다음증권”. 2014년 12월 10일에 원본 문서에서 보존된 문서. 2014년 10월 26일에 확인함.
2. ↑  MBN 시사기획 맥 7회(1)-대통령 테마주, 폭탄 돌리기의 함정
3. ↑  '주가조작 혐의' 박성훈 글로웍스 대표 징역 7년 선고 (종합) 뉴스1 2012.05.04